# Парвовирус Б19
Парвовирус Б19, Parvovirus B19 (B19V) је вирус из фамилије лат. parvoviridae. То је најмањи ДНК вирус па отуда потиче и име (parvo-мали) ). Отпорнији је у спољашњој средини од осталих вируса, највероватније због једноставне грађе. Хумани парвовирус Б19 је патоген за човека и велики број животиња, пре свега за мачке и псе.

## Пут преношења
Резервоар инфекције је човек, а извор инфекције секрет респираторног тракта. Преноси се капљичним путем, путем крви и крвних продуката оболеле особе. Мале епидемије вирусне инфекције јављају се у време пролећа и највише погађају децу доби од две до десет година.

## Патолошки (медицински) значај
Изазивач је обољења инфективног еритема или „пете болести“ (лат. erythema infectiosum)- честе вирусна инфекција код деце која са карактеристичном оспом без поремећаја општег стања. Инкубација траје 4-14 дана. Продромална фаза се карактерише главобољом, кијавицом, лако повишеном температуром, фарингитисом и малаксалошћу. На образима се јавља осип који је веома врућ и црвен. Развија се током 24 сата, а ако има повишене температуре, обично је умерена. Осип се може проширити на тело у облику шара, а обично нестаје током 6-10 дана. Након тога, ако се дете прегреје или иде на сунце, осип се може вратити по рукама или ногама током следећих неколико недеља
Када се одрасли инфицирају овим вирусом, чешће су захваћени зглобови него кожа. Настаје полиартропатија која се карактерише болом у зглобовима. Чешћа је код жена и траје од неколико дана до неколико месеци. Најчешће су захваћени зглобови руку, колена и чланака.

## Дијагноза
Поставља се на основу анамнезе, клиничке слике, евентуално серолошких испитивања (ЕЛИСА) и ПЦР-ом.

## Лечење
Лечење није потребно, промене се спонтано повлаче. У тежим случајевима индиковани су антипиретици, аналгетици и антиинфламаторна средства.